# Koratla
Koratla é uma cidade e um município no distrito de Karimnagar, no estado indiano de Andhra Pradesh.

## Geografia
Koratla está localizada a 18° 49′ N, 78° 43′ L. Tem uma altitude média de 286 metros (938 pés).

## Demografia
Segundo o censo de 2001, Koratla tinha uma população de 54,021 habitantes. Os indivíduos do sexo masculino constituem 50% da população e os do sexo feminino 50%. Koratla tem uma taxa de literacia de 60%, superior à média nacional de 59,5%: a literacia no s xo masculino é de 69% e no sexo feminino é de 51%. Em Koratla, 14% da população está abaixo dos 6 anos de idade.